# Trina
Katrina Laverne Taylor (Miami, Florida, SAD 3. prosinca 1978.), bolje poznata po svom umjetničkom imenu Trina, američka je reperica, spisateljica tekstova i model.

## Diskografija
- Da Baddest Bitch (2000.)
- Diamond Princess (2002.)
- Glamorest Life (2005.)
- Still da Baddest (2008.)
- Amazin' (2010.)

## Vanjske poveznice
- Trina na Twitteru
- Trina na MySpaceu